# Marcel Demonceau
Marcel Demonceau (Luik, 10 december 1914 - Fort van Breendonk 22 februari 1944) was een lid van het Belgisch verzet in de Tweede Wereldoorlog. 
Na een mislukte poging in mei 1943 Léon Degrelle te vermoorden werd hij enkele maanden later opgepakt door Robert Verbelen en overgedragen aan de Duitsers. Hij werd opgesloten in het Fort van Breendonk. Na een mislukte ontsnappingspoging werd hij gefusilleerd.